# Dereń pagodowy
Dereń pagodowy, dereń drzewiasty (Cornus controversa) – gatunek rośliny z rodziny dereniowatych. Zasięg naturalny obejmuje wschodnią Azję. W uprawie znany w Polsce od końca XIX wieku, rzadko spotykany.

## Morfologia

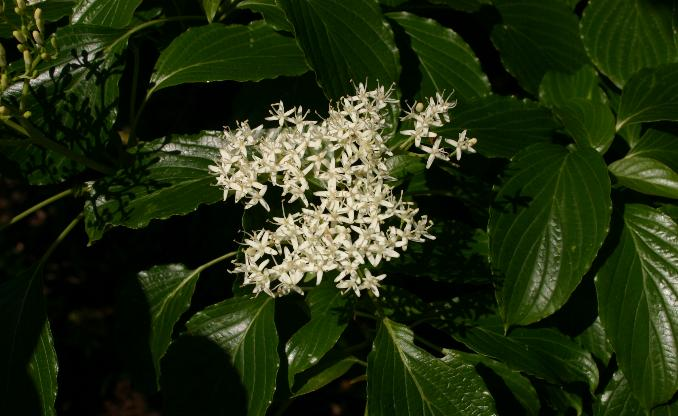
Kwiaty

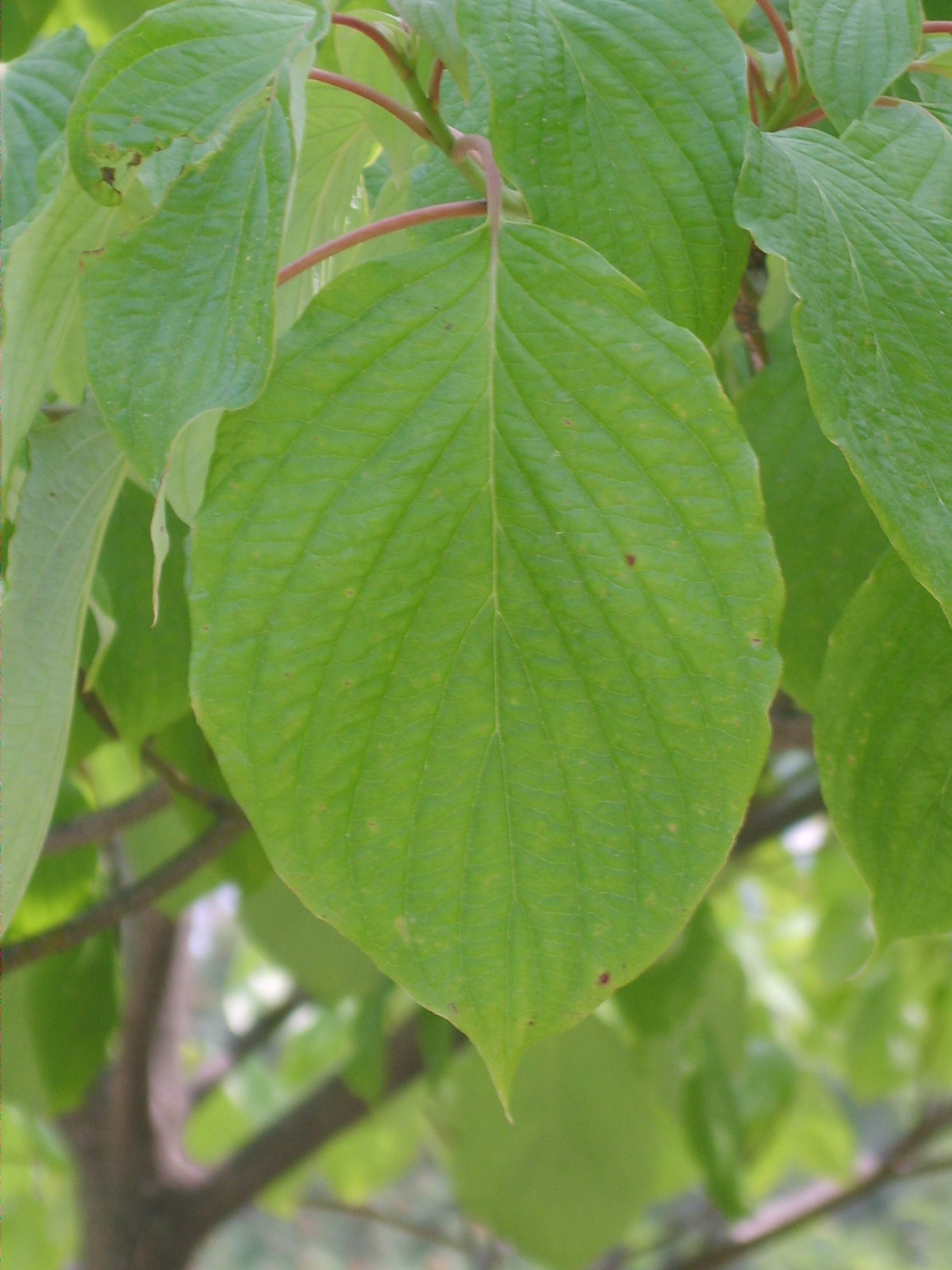
Liście

PokrójNiewysokie drzewo zwykle do 6–8 m wysokości, w ojczyźnie do 20 m. Gałęzie są ułożone piętrowo i horyzontalnie (stąd nazwa rośliny).
LiścieEliptyczne i skrętoległe (wyjątkowo wśród dereni), barwy zielonej (kultywar 'Variegata' ma liście pasiaste). Jesienią przebarwiają się na kolor czerwony lub puprupurowy.
KwiatyDrobne, kremowo-białe, zebrane w luźnych baldachogronach o średnicy 6-12 cm.
OwoceDojrzewają jesienią, małe, błękitne i kuliste.

## Kultywary
W uprawie znajdują się m.in. kultywary:
- 'Variegata' – charakteryzuje się słabym wzrostem (3–6 metrów), liście biało obrzeżone,
- 'Pagoda' – odmiana o pniu prostym, z wyraźnym przewodnikiem.

## Uprawa
Jest dość wytrzymały na mrozy (strefy mrozoodporności 6-9) i mało wymagający w stosunku do gleby. Znosi zanieczyszczenie powietrza i dobrze rośnie w miastach i w okręgach przemysłowych. Najkorzystniej rośnie w pełnym oświetleniu i najefektowniej się przebarwia. W szkółkach rozmnaża się zazwyczaj z nasion lub przez odkłady. Młode rośliny rosną szybko.